# Kathryn Himoff
Kathryn Himoff (lub Kathy Himoff) – amerykańska montażystka filmowa.

## Filmografia (wybór)
- Appaloosa (2008)
- Licencja na miłość (License to Wed, 2007)
- Samotne serca (Lonely Hearts, 2006)
- Życie seksualne (Sexual Life, 2005)
- Stowarzyszenie wędrujących dżinsów (The Sisterhood of the Traveling Pants, 2005)
- Biuro (The Office, 2005) (serial TV)
- Kasjerzy czy kasiarze? (Scorched, 2003)
- Dom tysiąca trupów (House of 1000 Corpses, 2003)
- Krzyk śnieżnego lwa (Tibet: Cry of the Snow Lion, 2002)
- Pollock (2000)
- Mischief (1985) (asystentka producentów)